# セオドア・ルーズベルト (空母)
セオドア・ルーズベルト (USS Theodore Roosevelt, CVN-71) は、アメリカ海軍のニミッツ級航空母艦の4番艦。ニミッツ級は史上最大級の軍艦として知られており、排水量では史上最大の艦級であるが、中でも4番艦である本艦は単独で史上最大の軍艦である（※後述および別項も参照）。
艦名は第26代アメリカ合衆国大統領セオドア・ルーズベルトにちなんで命名された。ルーズベルトのコールサイン「ラフ・ライダー」（Rough Rider）は、ルーズベルト大統領が米西戦争に従軍した際に指揮した第1合衆国義勇騎兵隊の愛称である。

## 艦歴

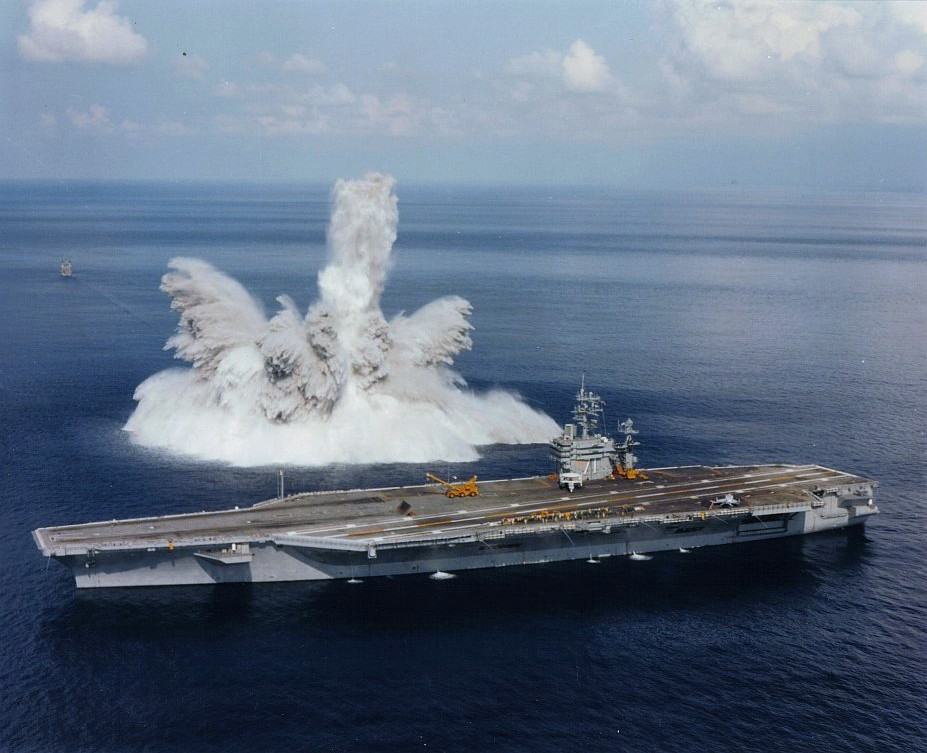
爆発による衝撃テストを受ける本艦（1987年9月17日、海軍による撮影）

セオドア・ルーズベルトの建造契約は1980年9月30日に結ばれる。1981年10月31日、バージニア州のニューポート・ニューズ造船所で起工、当時の国防長官キャスパー・ワインバーガーが最初の溶接点を認証した。1984年2月にポール・W・パーセルズ (Paul W. Parcels) 大佐が初代艦長に決定する。同年10月に進水、1986年10月25日に就役した。
建造にはニミッツ級で初めて船体各所をモジュール化して組み立てる方式が取られた。大型機器を先に搭載するなどしたため、組み立てた後に再度溶接する作業が減少し工期は短くなっている。これ以降のニミッツ級は全てこの工法で建造されることとなる。同級の前3隻からの広範囲な変更点により、ルーズベルト以降の7隻は「セオドア・ルーズベルト級航空母艦」としばしば呼ばれる。
1987年10月3日にデイトン・W・リット (Dayton W. Ritt) 大佐が2代目艦長として着任した。翌1988年12月30日に初の配備が行われた。

### 湾岸戦争

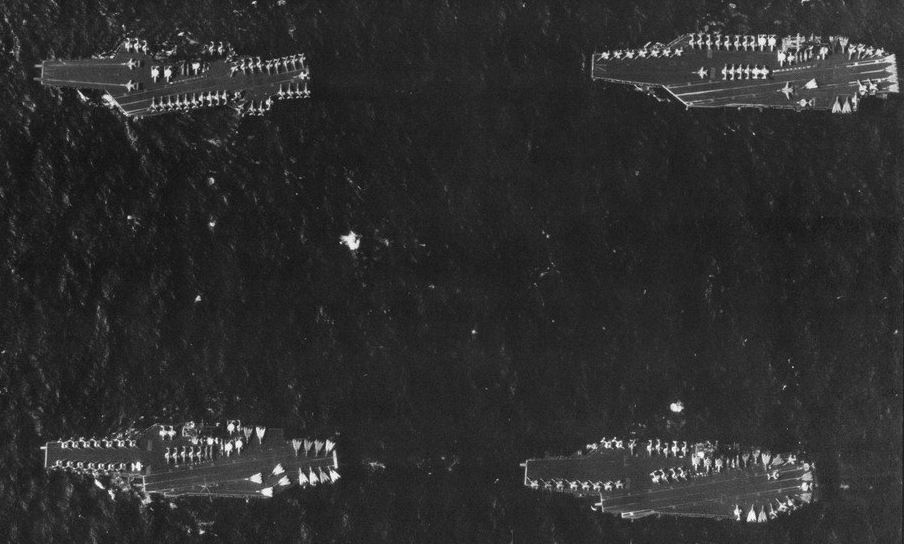
第154任務部隊のズールー戦闘団を高空から捉えた空中写真。本艦は右上の1隻。

1990年6月9日、チャールズ・S・アボット (Charles S. Abbot) 大佐が3代目艦長として着任し、同年12月28日にルーズベルトと第8空母航空団 (Carrier Air Wing Eight, CVW-8) は砂漠の盾作戦のために母港のノーフォークを出港した。ルーズベルトは1991年1月17日の湾岸戦争（砂漠の嵐作戦）開戦には間に合わず、同月21日にペルシャ湾に到着。先に展開していたミッドウェイ (USS Midway, CV-41)、および、レンジャー (USS Ranger, CV-61) の空母群と合流し、タスクフォース154（第154任務部隊）として「バトルフォース・ズル（ズールー戦闘団；Battle Force Zulu； BFZ）」を編成した。これにより、紅海に展開している3隻の空母、サラトガ (USS Saratoga, CV-60)、アメリカ (USS America, CV-66)、および、ジョン・F・ケネディ (USS John F. Kennedy, CV-67) からなる「バトルフォース・レッドシー（レッドシー戦闘団；Battle Force Red Sea； BFRS）」と合わせ、歴史上稀に見る空母6隻による同時アルファ・ストライク隊の出撃が記録された。
ルーズベルトにとってはこれが初の実戦参加で、また、砂漠の嵐作戦に参加した空母の中で唯一の原子力艦でもあった。作戦初期の段階ではルーズベルトを含む空母群BFZはイラクから離れたオマーン湾に展開していたが、これはペルシャ湾には小規模ながらもイラク海軍の脅威があり、また、イラク空軍機からの対艦攻撃も懸念されていたためである。そのため、紅海に展開するBFRSよりも出撃一回あたりにかかる飛行時間が長く、また、空軍からの空中給油機の支援も限定的であったことから出撃数を稼ぐことができなかった。しかし、同1991年2月3日にペルシャ湾の制海権が確保されたことにより、BFZはクウェート沖まで北上することができ、以降は出撃数が増加した。

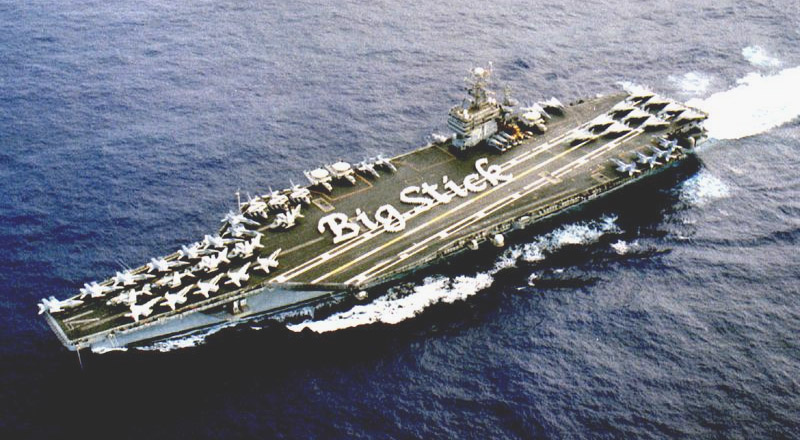
飛行甲板に本艦の愛称 "Big Stick" が描かれている（1999年撮影）

最終的に艦載された第8空母航空団は同1991年2月28日の停戦までに4,149回の出撃と4,500,000ポンドの爆弾投下を記録。これは参加した空母6隻中最多である。ただし損失も多く、同月2日に所属のA-6Eを1機撃墜（戦闘損失）され乗員2名を失い、また1月24日と2月5日にはF/A-18Aを事故（運用損失）で2機失っている。本航海中には出港直後の同年12月31日にもEA-6Bを事故で損失しているため、合わせて4機を失ったことになる。これは運用損失だけを見ても平時の航海ではまずない数字であり、実戦環境の厳しさを物語っている。なお、本作戦中損失機が最も多かったのはサラトガ艦載の第17空母航空団の戦闘損失機4機である。
停戦後は作戦に参加した空母が次々と帰国するなか、ルーズベルトと第8空母航空団はプロバイド・コンフォート作戦に参加し、イラク北部上空を警戒飛行した最初の連合軍部隊の一部になった。189日間の配備が完了すると、ルーズベルトは湾岸戦争に直接参加した空母の最後として1991年6月28日にノーフォークに帰還した。1992年2月14日、ルーズベルトは2度目の戦闘効率賞を受賞した。これは、1991年に大西洋艦隊における最優秀艦として受賞したバッテンベルク・カップに続くものであった。
1992年8月27日、スタンリー・W・ブライアント（Stanley W. Bryant）大佐が4代目艦長として着任する。

### 2000年代

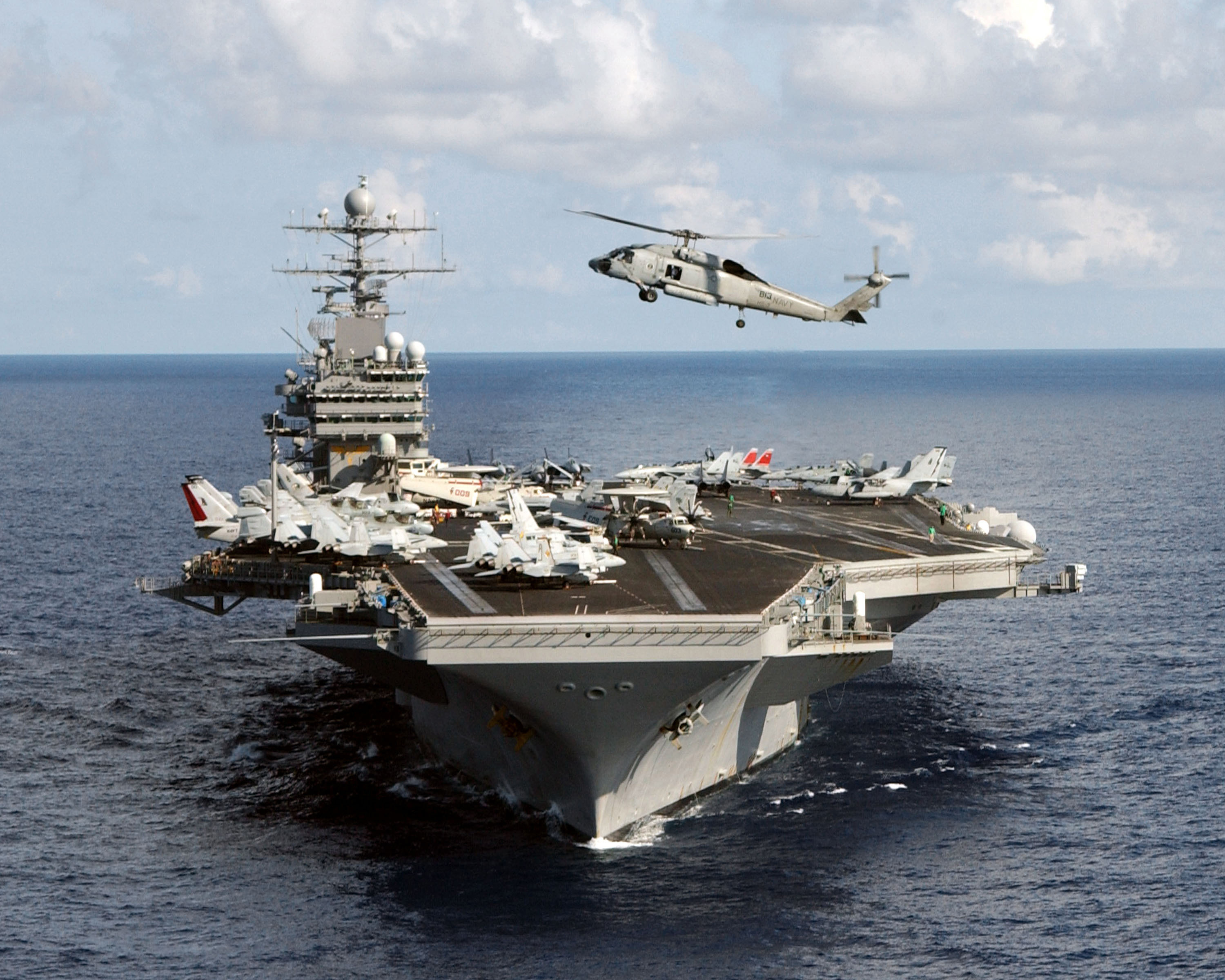
大海をゆく本艦と、発艦あるいは着艦しようとしているSH-60 シーホーク（大西洋上にて2005年撮影）

2000年1月7日、ルーズベルトはノーフォーク海軍造船所で増加信頼性試験を開始する。作業は同年6月30日に完了し、海上公試を開始した。また、同年中に8代目艦長としてR・J・オハンロン (R. J. O'Hanlon) 大佐が着任している。
2001年8月に訓練を完了し、9月19日に第1空母航空団と共に7回目の配備を開始する。大西洋を通過後、部隊は不朽の自由作戦の支援を行う。作戦は周辺諸国と協力してアル・カーイダを攻撃し、アフガニスタンに安定政権を樹立することであった。ルーズベルトは159日間の海上活動の後、第二次世界大戦以来最長の活動記録を達成した。バッテンベルク・カップおよび戦闘効率賞を再び受賞した後、ルーズベルトは2002年3月27日に母港に帰還した。
ノーフォーク海軍造船所での信頼性試験は2002年10月30日に完了した。ルーズベルトは2003年1月6日にカリブ海での訓練巡航に出航する。その後、大西洋を横断して地中海へ進出せよとの命を受けて2月に到着し、イラクへの攻撃準備を始める。同2003年3月16日、ルーズベルトは空母ハリー・S・トルーマン (USS Harry S. Truman, CVN-75) と共にイラクの自由作戦の支援としてイラクに対する空襲を開始した。この間、クレタ島のソウダ湾、スロベニアのコペル、スペインを訪問した。同年5月26日に母港に帰還し、部隊勲功章、海軍部隊勲章、および、対テロ戦争遠征章を受章した。
2003年にはジョン・"ターク"・グリーン（Johnny L. 'Turk' Green）大佐が9代目艦長に着任している。
2004年2月、ルーズベルトは10か月の増加信頼性試験を始める。広範囲オーバーホールでは各種システムの更新およびエレベーターのオーバーホール、スクリューの換装、船体の洗浄と塗装、海水弁の換装などが行われた。同年8月に出渠した後、4基のカタパルトの運用認証が行われ、同年12月に信頼性試験は完了した。

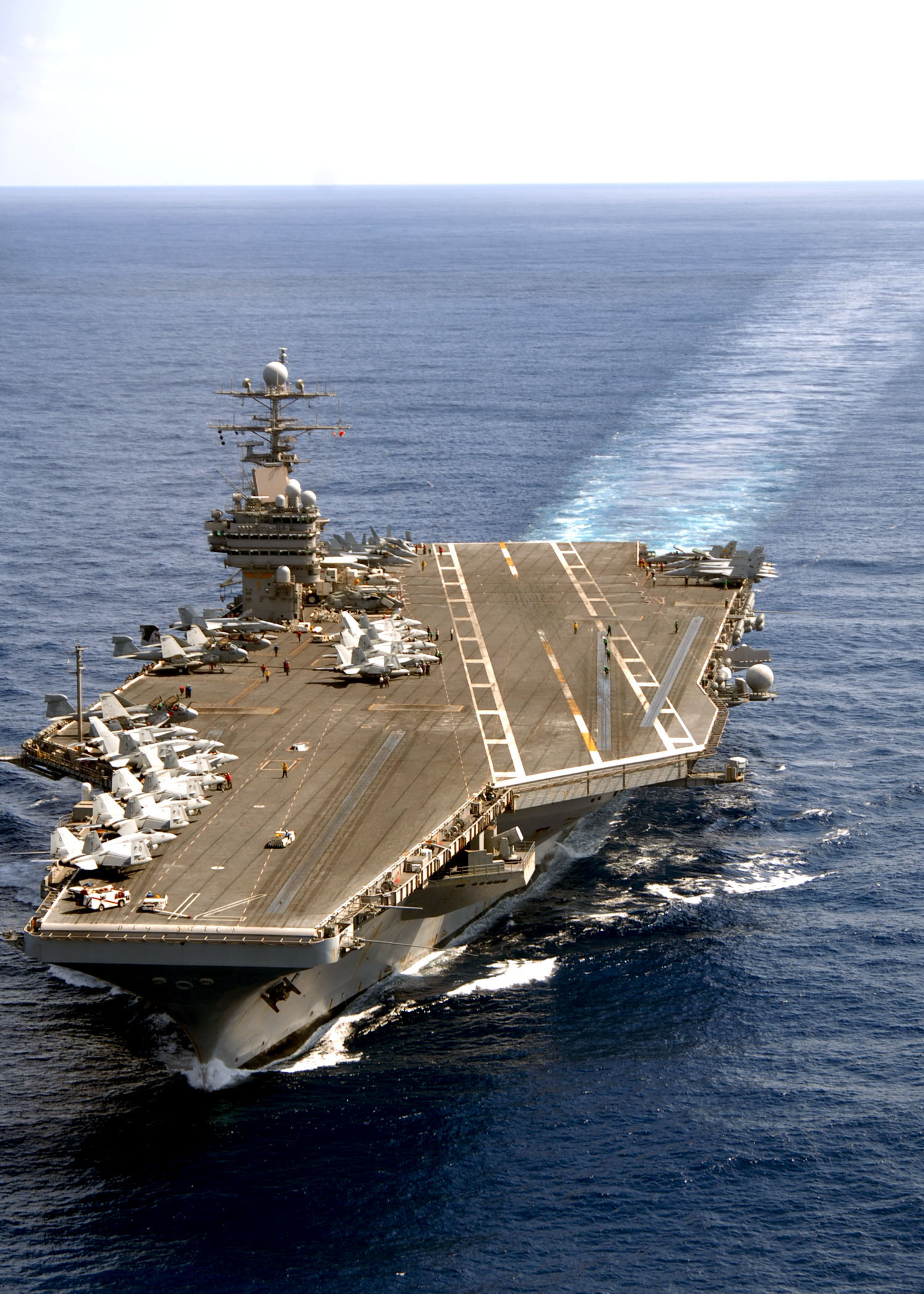
大西洋上にて（2008年撮影）

2005年5月にはジョン・R・ヘーリー（John R. Haley）大佐が10代目艦長として着任した。
同2005年9月1日、ルーズベルトはペルシャ湾への6か月の定期配備に就き、不朽の自由作戦を支援した。この配備では、スペイン海軍のイージスシステム搭載艦F-101 アルバロ・デ・バサンが外国海軍として初めてルーズベルト空母戦闘群（現・空母打撃群）の戦列に加わり、もう一つは2006年に退役するF-14 トムキャットの最後の巡航ということで注目された。ルーズベルトは2つのトムキャット運用部隊である「VFA-31 トムキャッターズ」と「VFA-213 ブラックライオンズ (en) 」を搭載した。また、ニミッツ級原子力空母の中で初めてタイプ II ジェネリック I&C 原子炉プラント制御コンソールを運用する艦となった。この配備ではスペインのマヨルカ島、イタリアのナポリ、アラブ首長国連邦のドバイ、トルコのマーマリス、ギリシャのケルキラ島を訪問し、2006年3月11日に母港に帰還した。
2009年9月から2013年2月までの間は、核燃料棒交換および近代化改装、通称 RCOH (Refueling and Complex Overhaul) が行われ、試験航海終了後、2013年8月29日に米海軍にデリバリーされた。RCOHに要した経費は26億2200万USドルであった。再配備後は2012年12月に退役したエンタープライズ（USS Enterprise, CVN-65）に替わり、第12空母打撃群 (Carrier Strike Group 12, CSG-12) に配属され、搭載航空団もエンタープライズに配備されていた第1空母航空団（CVW-1）を引き継いだ。

### 2010年代
2017年（平成29年）11月12日、日本海において、ルーズベルトは、空母ロナルド・レーガン、ニミッツと、海上自衛隊の護衛艦「いせ」「いなづま」「まきなみ」およびその他の艦艇数隻と日米共同訓練を実施した。

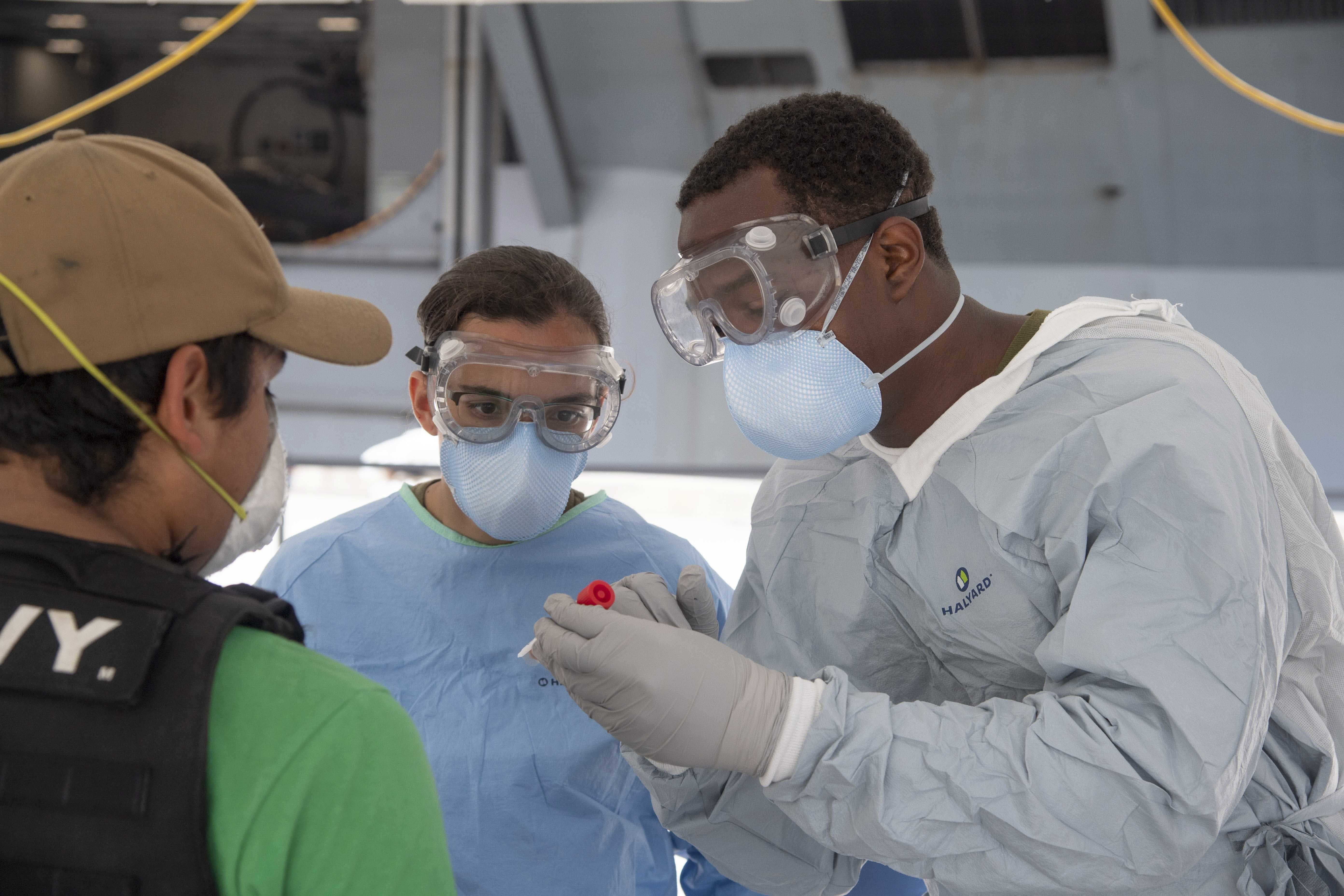
コロナ禍の艦内対応。艦に乗り込み、病理サンプルを手に治療方法を検討する衛生下士官たち（2020年4月）。

### 2020年代
2020年3月、太平洋上を航行中に艦内で2019新型コロナウイルスへの感染が拡大したため、艦長ブレット・クロジャー大佐は海軍上層部に乗員の艦外退避を直訴。同月末までにグアム島に寄港し、ウイルスの陽性判定が出た114人をはじめとする全乗員2800人近くのうち2700人に対して、上陸・退避の措置を執った。しかし、海軍上層部は直訴のコピーがマスコミにまで出回ったことなどを問題視し、同年4月2日、艦長を解任する決定を行った。これに関連して、海軍長官代行のトーマス・モドリーが船員演説でクロジャーを「あまりにも愚か」などと発言した音声が流出し、モドリーはその後、辞任した。
米海軍は同年4月13日、ルーズベルトの乗組員1人が新型コロナウイルスへの感染で死亡したと発表した。これが、アメリカ海軍全体として新型コロナウイルスでの初の死者となった。
2021年は、4月4日に空母打撃群を率いて南シナ海へ入り、6～7日にはマレーシア空軍と、9日には同じアメリカ海軍の強襲揚陸艦マキン・アイランドと軍事演習を実施した。南シナ海では、中華人民共和国が海上民兵が乗った漁船をフィリピン領パラワン島沖に集結させ、空母「遼寧」を南下させつつあったことへの対抗と推測されている。

## 参考文献

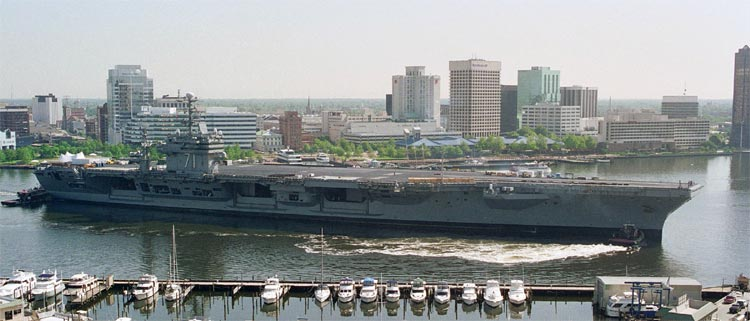
バージニア州のチェサピーク湾に注ぐエリザベス川の河口付近にて2004年撮影。

## 第11空母航空団

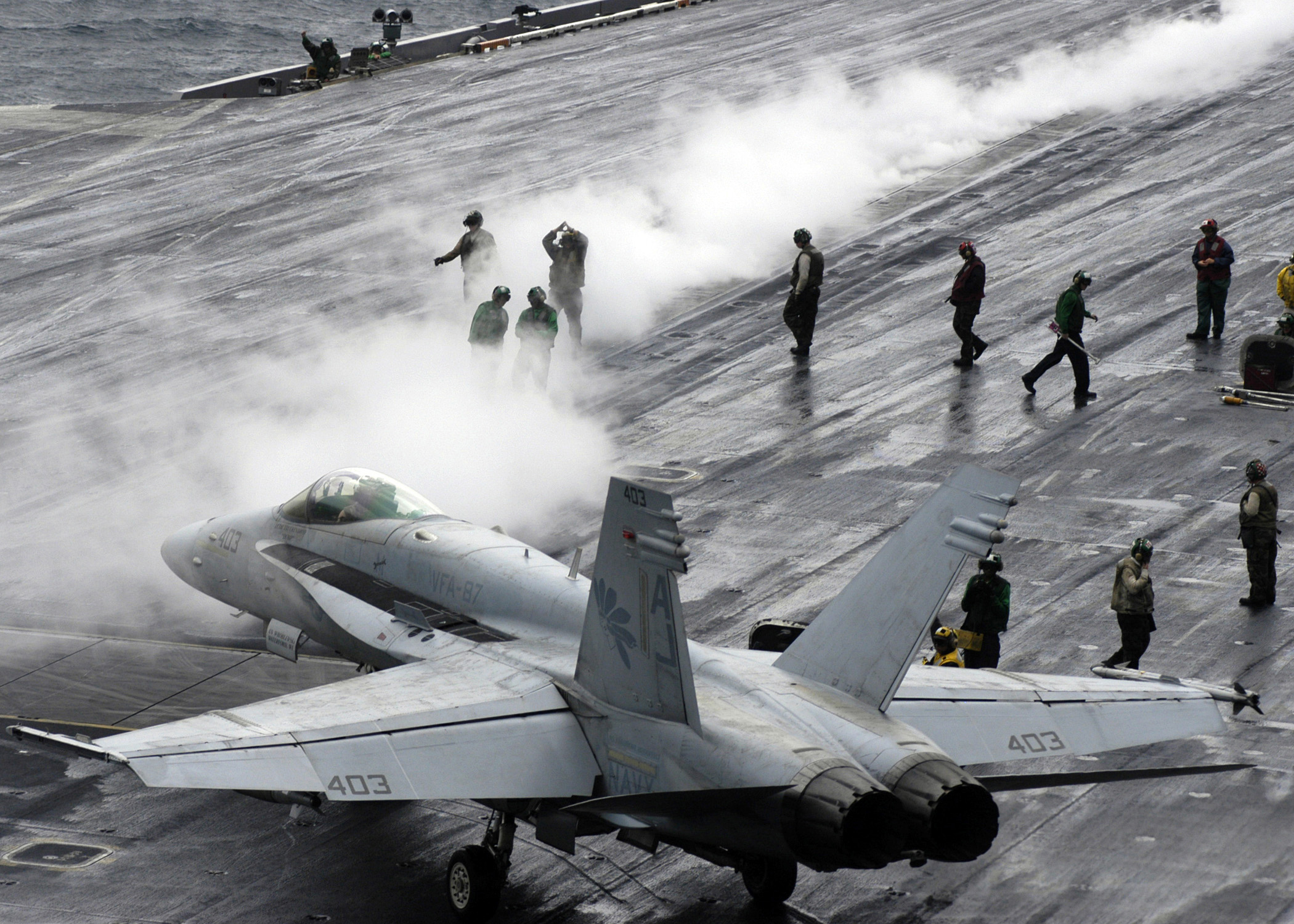
艦載機のF/A-18C（2005年撮影）

第11空母航空団（英: Carrier Air Wing Eleven、略称：CVW-11）は、セオドア・ルーズベルト (CVN-71) に艦載される航空団であり、2024年1月現在、下記の飛行隊で構成される。
| モデックス | 飛行隊名                                        | 通称名                                             | 使用機種       |
| ---------- | ----------------------------------------------- | -------------------------------------------------- | -------------- |
| NH100～    | 第154戦闘攻撃飛行隊（VFA-154）                  | ブラック・ナイツ Black Knights                     | F/A-18F Block2 |
| NH200～    | 第211戦闘攻撃飛行隊(VFA-211)                    | ファイティング・チェックメイツ Fighting Checkmates | F/A-18E Block2 |
| NH300～    | 第34戦闘攻撃飛行隊(VFA-34)                      | ブルー・ブラスターズ Blue Blasters                 | F/A-18E Block2 |
| NH400～    | 第25戦闘攻撃飛行隊（VFA-25）                    | フィスト・オブ・ザ・フリート Fist of the Fleet     | F/A-18E Block3 |
| NH500～    | 第137電子攻撃飛行隊                             | ルークス Rooks                                     | EA-18G         |
| NH600～    | 第115艦上空中早期警戒飛行隊（VAW-115）          | リバティ・ベルズ Liberty Bells                     | E-2D AR        |
| NH700～    | 第8ヘリコプター海上戦闘飛行隊（HSC-8）          | エイトボーラーズ Eightballers                      | MH-60S         |
| NH710～    | 第75ヘリコプター海洋打撃飛行隊（HSM-75）        | ウルフパック Wolfpack                              | MH-60R         |
| NH～       | 第40艦隊兵站支援飛行隊第*分遣隊（VRC-40 Det.*） | ローハイズ Rawhides                                | C-2A           |

## ギャラリー

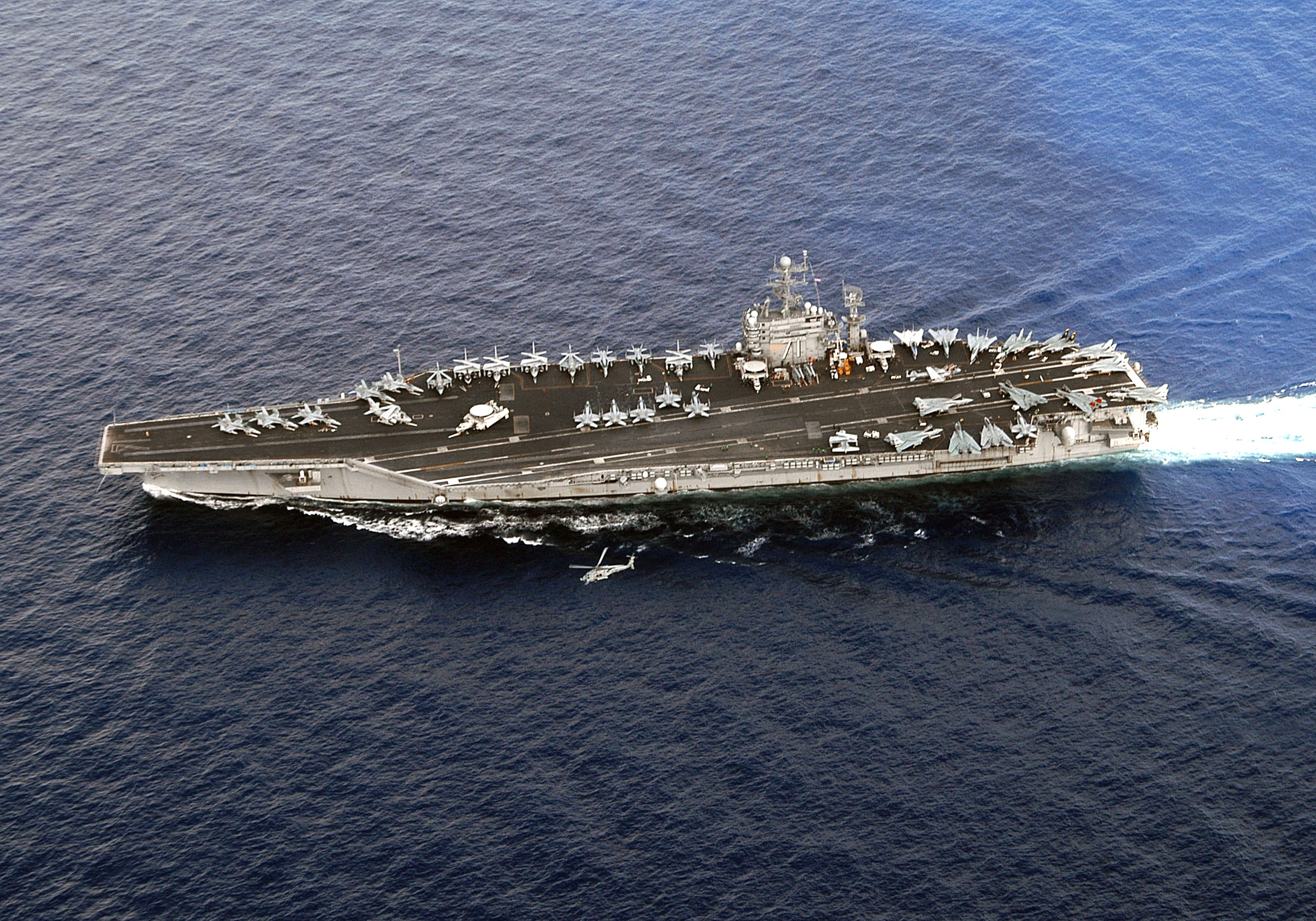
2005年撮影
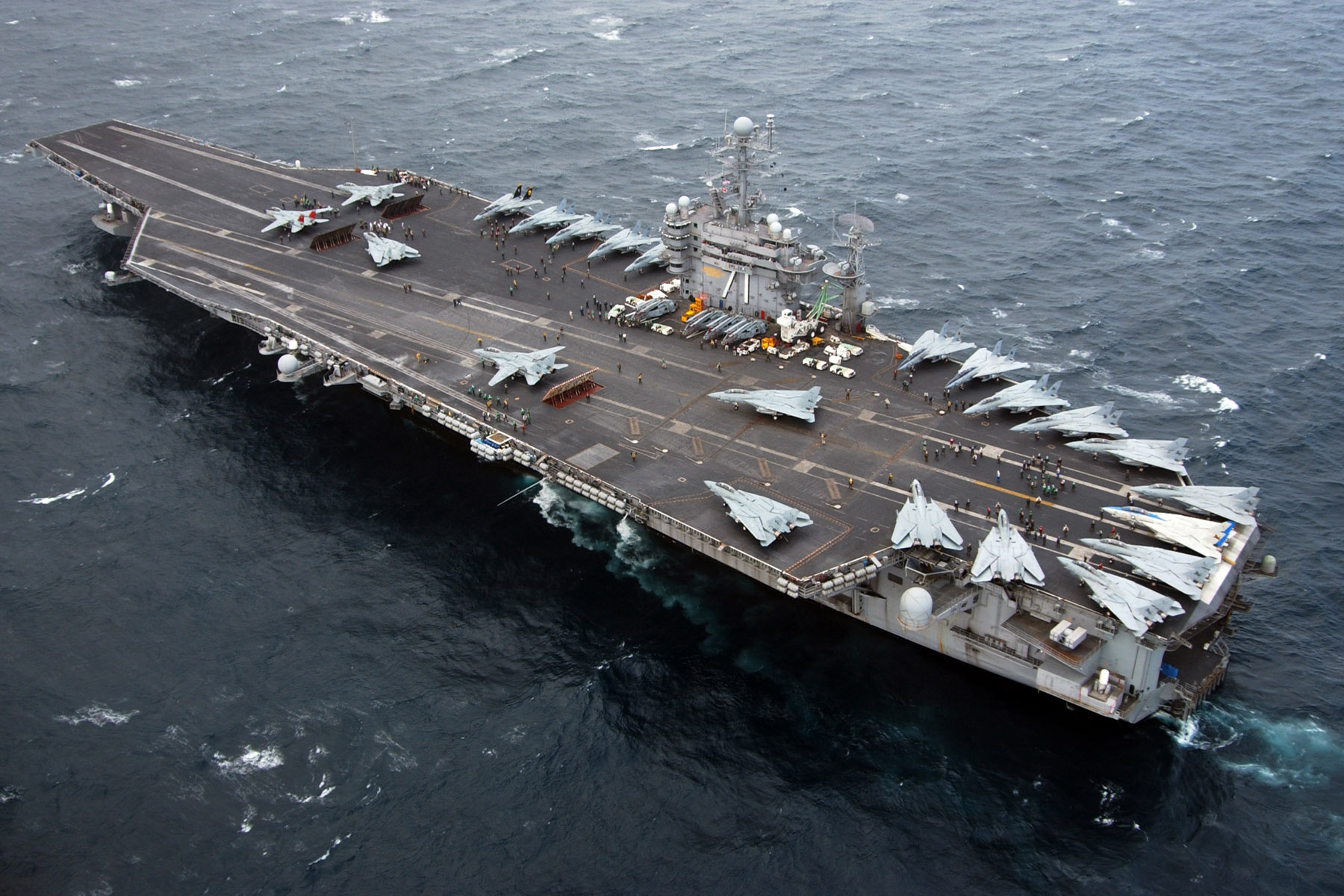
2006年撮影
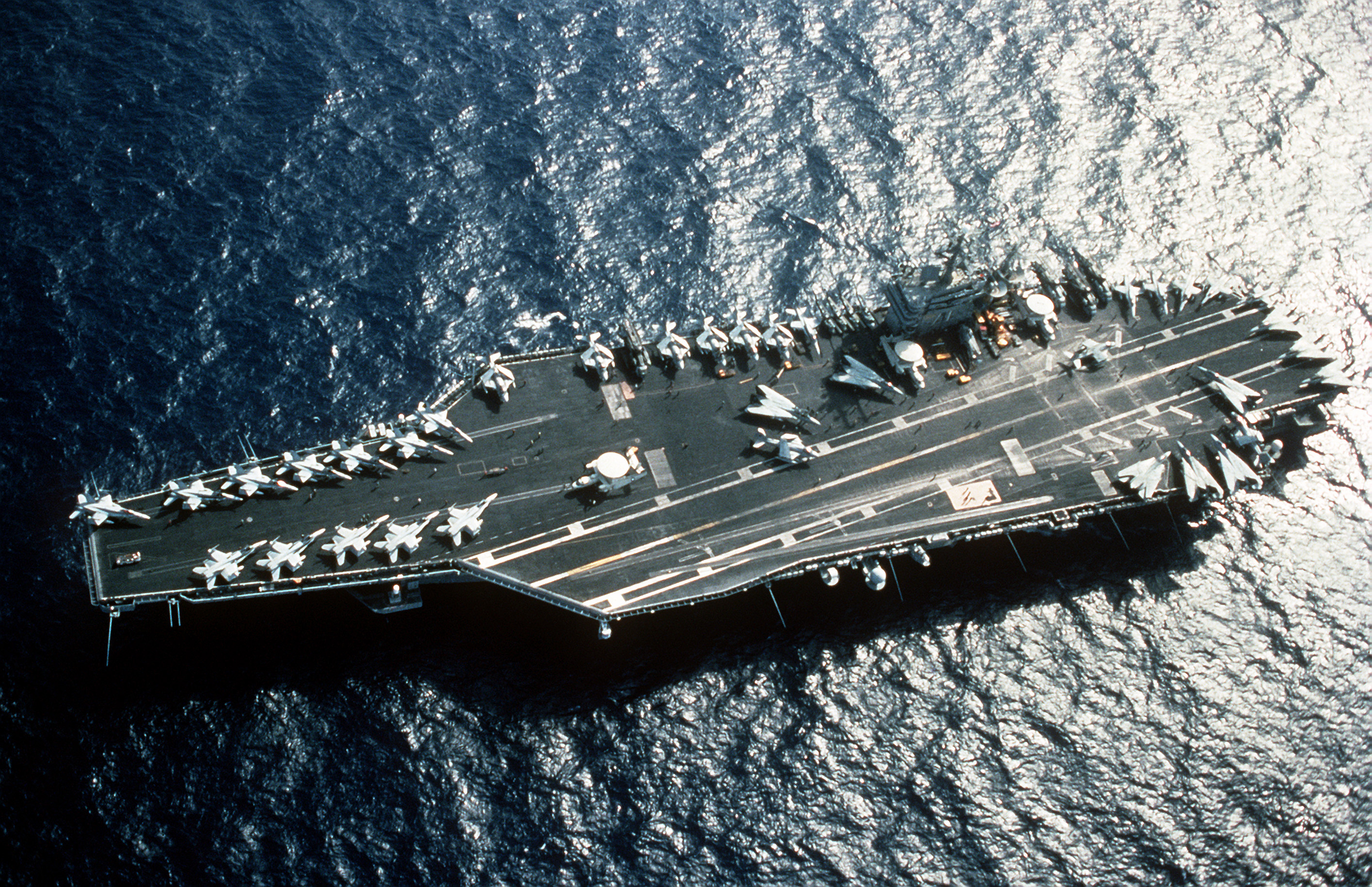
2015年撮影
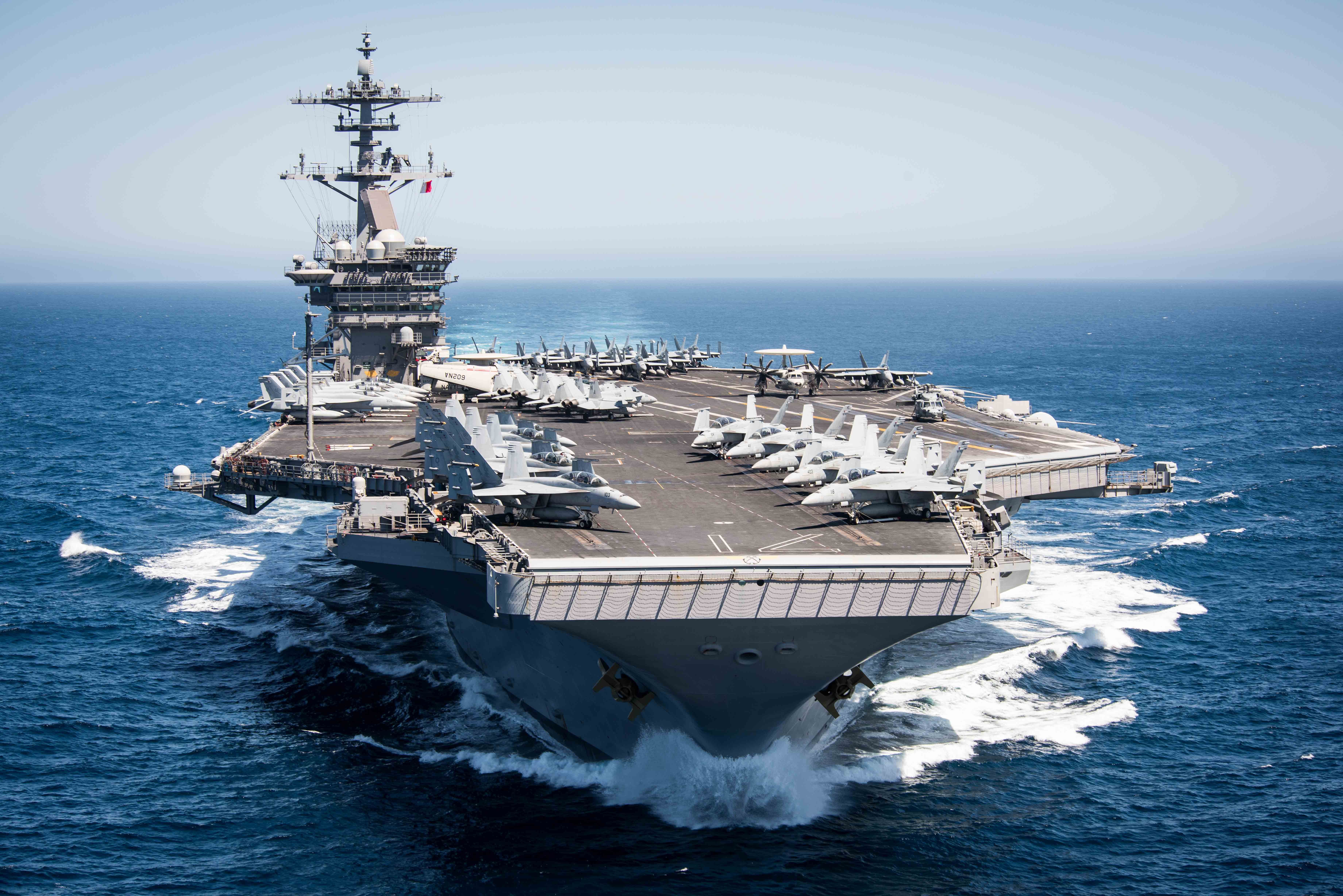
2017年撮影